# Pseudohermonassa scaramangae
Pseudohermonassa scaramangae är en fjärilsart som beskrevs av Alphéraky 1882. Pseudohermonassa scaramangae ingår i släktet Pseudohermonassa och familjen nattflyn. Inga underarter finns listade.